# Convocazioni al campionato di pallacanestro maschile ai XIII Giochi i piccoli stati d'Europa
Questa seguente è una lista dei giocatori convocati dalle rispettive nazionali che hanno partecipato a Cipro 2009 nel torneo maschile di pallacanestro.

## Squadre

### Andorra
| N° | Naz.               | Ruolo | Sportivo            |  | Alt. | Peso |
| -- | ------------------ | ----- | ------------------- |  | ---- | ---- |
| 4  | Andorra (bandiera) | G     | Sergi Marin         |  | 189  | 81   |
| 5  | Andorra (bandiera) | G     | Daniel Morfeita     |  | 186  | 89   |
| 6  | Andorra (bandiera) | G     | Jordi Fernández     |  | 184  | 85   |
| 7  | Andorra (bandiera) | G     | Cinto Gabriel       |  | 191  | 87   |
| 8  | Andorra (bandiera) | A     | Alex Llevet         |  | 193  | 86   |
| 9  | Andorra (bandiera) | G     | Oriol Fernandez     |  | 188  | 88   |
| 10 | Andorra (bandiera) | G     | Felipe De Oliveira  |  | 191  | 81   |
| 11 | Andorra (bandiera) | G     | Jordi Olcina        |  | 190  | 76   |
| 12 | Andorra (bandiera) | G     | Xavier Galera       |  | 183  | 82   |
| 13 | Andorra (bandiera) | A     | Dani Marin          |  | 192  | 78   |
| 14 | Andorra (bandiera) | C     | Jose Manuel Bermudo |  | 201  | 70   |
| 15 | Andorra (bandiera) | C     | Rafa Casals         |  | 208  | 76   |

### Cipro
| N° | Naz.             | Ruolo | Sportivo             |  | Alt. | Peso |
| -- | ---------------- | ----- | -------------------- |  | ---- | ---- |
| 4  | Cipro (bandiera) | G     | Panagiotis Yiannas   |  | 187  | 80   |
| 5  | Cipro (bandiera) | G     | Grigoris Pantouris   |  | 190  | 81   |
| 6  | Cipro (bandiera) | A     | Vasilis Kounnas      |  | 197  | 84   |
| 7  | Cipro (bandiera) | A     | Giorgos Anastasiadis |  | 193  | 77   |
| 8  | Cipro (bandiera) | G     | Giorgos Neophytou    |  | 192  | 82   |
| 9  | Cipro (bandiera) | A     | Alexandros Liatsos   |  | 200  | 80   |
| 10 | Cipro (bandiera) | G     | Giōrgos Palalas      |  | 185  | 81   |
| 11 | Cipro (bandiera) | G     | Aristeidis Koronides |  | 188  | 82   |
| 12 | Cipro (bandiera) | C     | Apostolos Kaskiris   |  | 207  | 79   |
| 13 | Cipro (bandiera) | A     | Giorgos Theocharides |  | 200  | 85   |
| 14 | Cipro (bandiera) | C     | Panagiōtīs Trisokkas |  | 206  | 80   |
| 15 | Cipro (bandiera) | A     | Jo Jo Garcia         |  | 206  | 75   |

### Islanda
| N° | Naz.               | Ruolo | Sportivo              |  | Alt. | Peso |
| -- | ------------------ | ----- | --------------------- |  | ---- | ---- |
| 4  | Islanda (bandiera) | G     | Magnus Gunnarsson     |  | 184  | 81   |
| 5  | Islanda (bandiera) | C     | Fannar Olafsson       |  | 204  | 78   |
| 6  | Islanda (bandiera) | G     | Pavel Ermolinskji     |  | 202  | 87   |
| 7  | Islanda (bandiera) | A     | Nordal Hafsteinsson   |  | 196  | 81   |
| 8  | Islanda (bandiera) | G     | Johann Olafsson       |  | 195  | 86   |
| 9  | Islanda (bandiera) | C     | Fannar Helgason       |  | 200  | 85   |
| 10 | Islanda (bandiera) | A     | Pall Axel Vilbergsson |  | 198  | 78   |
| 11 | Islanda (bandiera) | A     | Sigurdur Porvaldsson  |  | 200  | 81   |
| 12 | Islanda (bandiera) | G     | Hörður Vilhjálmsson   |  | 192  | 89   |
| 13 | Islanda (bandiera) | G     | Porleifur Olafsson    |  | 192  | 85   |
| 14 | Islanda (bandiera) | G     | Logi Gunnarsson       |  | 190  | 81   |
| 15 | Islanda (bandiera) | C     | Sigur Porteinsson     |  | 205  | 88   |

### Lussemburgo
| N° | Naz.                   | Ruolo | Sportivo       |  | Alt. | Peso |
| -- | ---------------------- | ----- | -------------- |  | ---- | ---- |
| 4  | Lussemburgo (bandiera) | G     | Tom Schumacher |  | 191  | 87   |
| 5  | Lussemburgo (bandiera) | G     | Pitt Koster    |  | 181  | 89   |
| 6  | Lussemburgo (bandiera) | G     | Tim Giver      |  | 182  | 80   |
| 7  | Lussemburgo (bandiera) | G     | Nelson Delgado |  | 185  | 80   |
| 8  | Lussemburgo (bandiera) | G     | Frank Wiseler  |  | 185  | 89   |
| 9  | Lussemburgo (bandiera) | G     | Jairo Delgado  |  | 185  | 85   |
| 10 | Lussemburgo (bandiera) | G     | Frank Muller   |  | 190  | 88   |
| 11 | Lussemburgo (bandiera) | A     | Chris Scholtes |  | 199  | 85   |
| 12 | Lussemburgo (bandiera) | A     | Larrie Smith   |  | 196  | 75   |
| 13 | Lussemburgo (bandiera) | A     | Samy Picard    |  | 198  | 88   |
| 14 | Lussemburgo (bandiera) | C     | Martin Rajniak |  | 208  | 78   |
| 15 | Lussemburgo (bandiera) | C     | Pit Hoffmann   |  | 201  | 82   |

### Malta
| N° | Naz.             | Ruolo | Sportivo            |  | Alt. | Peso |
| -- | ---------------- | ----- | ------------------- |  | ---- | ---- |
| 4  | Malta (bandiera) | G     | Michael Naudi       |  | 192  | 80   |
| 5  | Malta (bandiera) | G     | Marco Mercieca      |  | 183  | 83   |
| 7  | Malta (bandiera) | G     | Peter Shoults       |  | 180  | 85   |
| 8  | Malta (bandiera) | G     | Steve Schembri      |  | 188  | 79   |
| 9  | Malta (bandiera) | A     | Addison Bonnici     |  | 197  | 84   |
| 10 | Malta (bandiera) | G     | Omar Said           |  | 183  | 80   |
| 11 | Malta (bandiera) | A     | Adrian Micallef     |  | 190  | 79   |
| 12 | Malta (bandiera) | A     | Dirk Schembri       |  | 197  | 85   |
| 13 | Malta (bandiera) | G     | Kristin Baldacchino |  | 190  | 81   |
| 14 | Malta (bandiera) | C     | Marco Matijevic     |  | 200  | 78   |
| 15 | Malta (bandiera) | C     | Silvio Cassar       |  | 200  | 71   |

### San Marino
| N° | Naz.                  | Ruolo | Sportivo            |  | Alt. | Peso |
| -- | --------------------- | ----- | ------------------- |  | ---- | ---- |
| 4  | San Marino (bandiera) | G     | Fabio Tentoni       |  | 182  | 79   |
| 5  | San Marino (bandiera) | A     | Enrico Zanotti      |  | 192  | 90   |
| 6  | San Marino (bandiera) | G     | Loris Righi         |  | 177  | 78   |
| 7  | San Marino (bandiera) | G     | Teodoro Casadei     |  | 178  | 89   |
| 8  | San Marino (bandiera) | G     | Massimo Venturini   |  | 178  | 82   |
| 9  | San Marino (bandiera) | G     | Gian Nicola Berardi |  | 181  | 79   |
| 10 | San Marino (bandiera) | G     | Stefano Rossini     |  | 184  | 74   |
| 11 | San Marino (bandiera) | A     | Andrea Raschi       |  | 198  | 79   |
| 12 | San Marino (bandiera) | A     | Lorenzo Liberti     |  | 185  | 91   |
| 13 | San Marino (bandiera) | A     | Alex Dall'Olmo      |  | 195  | 87   |
| 14 | San Marino (bandiera) | A     | Nicola Ercolani     |  | 192  | 80   |
| 15 | San Marino (bandiera) | A     | Umberto Briganti    |  | 182  | 81   |